# أشيل فيليب
أشيل فيليب (بالفرنسية: Achille Philip)‏ هو عازف الأرغن وملحن فرنسي، ولد في 12 أكتوبر 1878 في آرل في فرنسا، وتوفي في 12 نوفمبر 1959 في بيزييه في فرنسا.

## وصلات خارجية
- أشيل فيليب على موقع ميوزك برينز (الإنجليزية)